# Zebecke
Zebecke is een plaats (község) en gemeente in het Hongaarse comitaat Zala. Zebecke telt 88 inwoners (2001).